# Mahafalytenus osy
Mahafalytenus osy là một loài nhện trong họ Ctenidae.
Loài này thuộc chi Mahafalytenus. Mahafalytenus osy được miêu tả năm 2007 bởi Silva.